# Gotthard (Band)
Gotthard ist eine international erfolgreiche Schweizer Hard-Rock-Band aus Lugano im Kanton Tessin. Jedes Studioalbum nach dem Debüt erreichte Platz 1 der Schweizer Charts. National gelten sie gemessen an den Verkaufszahlen als erfolgreichste Band.

## Geschichte

### Erste Phase 1990–1996

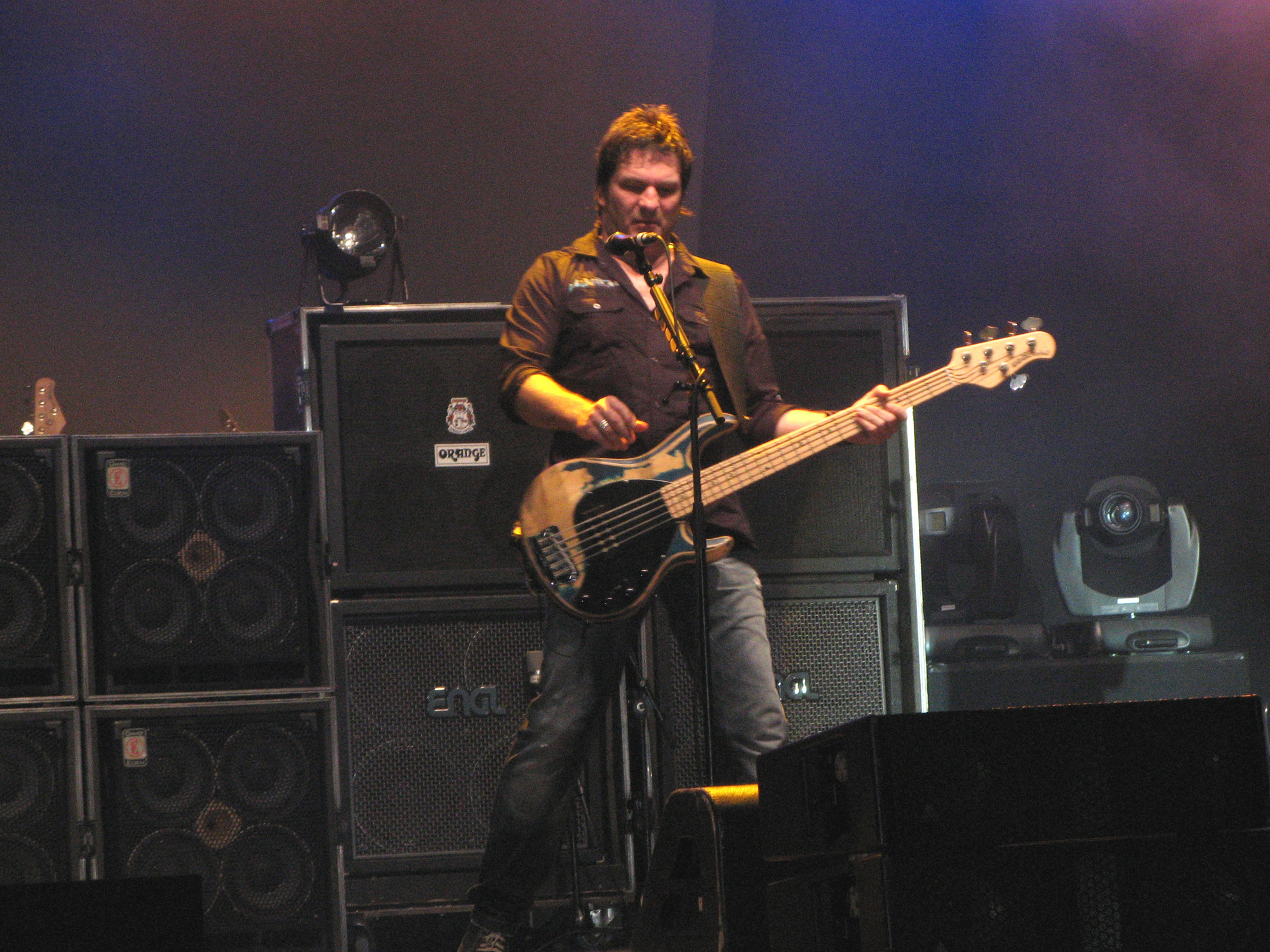
Bassist Marc Lynn

Gotthard wurden zu Beginn des Jahres 1989 im Tessin unter dem Namen Krak ins Leben gerufen. Nachdem sich der ehemalige Krokus-Bassist und Mentor Chris von Rohr der Band als Produzent und Co-Songwriter angenommen hatte, benannten sie sich im Jahr 1991 in Gotthard um und unterschrieben einen Plattenvertrag bei BMG.
Das selbstbetitelte Debütalbum erschien 1992 und wurde in der Schweiz aus dem Stand zu einem riesigen Erfolg. Es landete auf Platz 5 in den nationalen Charts und die Band tourte als Support für Satrox durch die Schweiz, mit Magnum durch Grossbritannien und als Vorband von Victory (im Frühjahr) und Magnum (im Herbst) durch Deutschland. Des Weiteren spielten sie beim Foundations Forum in Los Angeles und eröffneten für Bryan Adams in Zürich.
In der Besetzung Steve Lee (Gesang), Leo Leoni (Gitarre), Marc Lynn (Bass) und Hena Habegger (Schlagzeug) spielte die Band 1993 in den USA das Nachfolgealbum ein. Dial Hard erschien Anfang 1994 und wurde zum ersten Nummer-1-Album für Gotthard in der Schweiz – ein Erfolg, den jedes weitere Gotthard-Album erreichte (Stand 2017). Ab 1993 stand Igor Gianola als Tourgitarrist mit der Band auf der Bühne. Er begleitete Gotthard bis 1995 auf Tourneen in Europa und Japan, bevor er erst zu Ain’t Dead Yet und später zu U.D.O. wechselte.
Auf der Tour zum nächsten Album G. (1996) stiess ex-Krokus-, Asia- und Cobra-Gitarrist Mandy Meyer zur Band. G. markierte vorerst den Abschied und gleichzeitig den Höhepunkt der rockenden Jahre.

### Gotthard Unplugged und die Folgen: 1997–2002

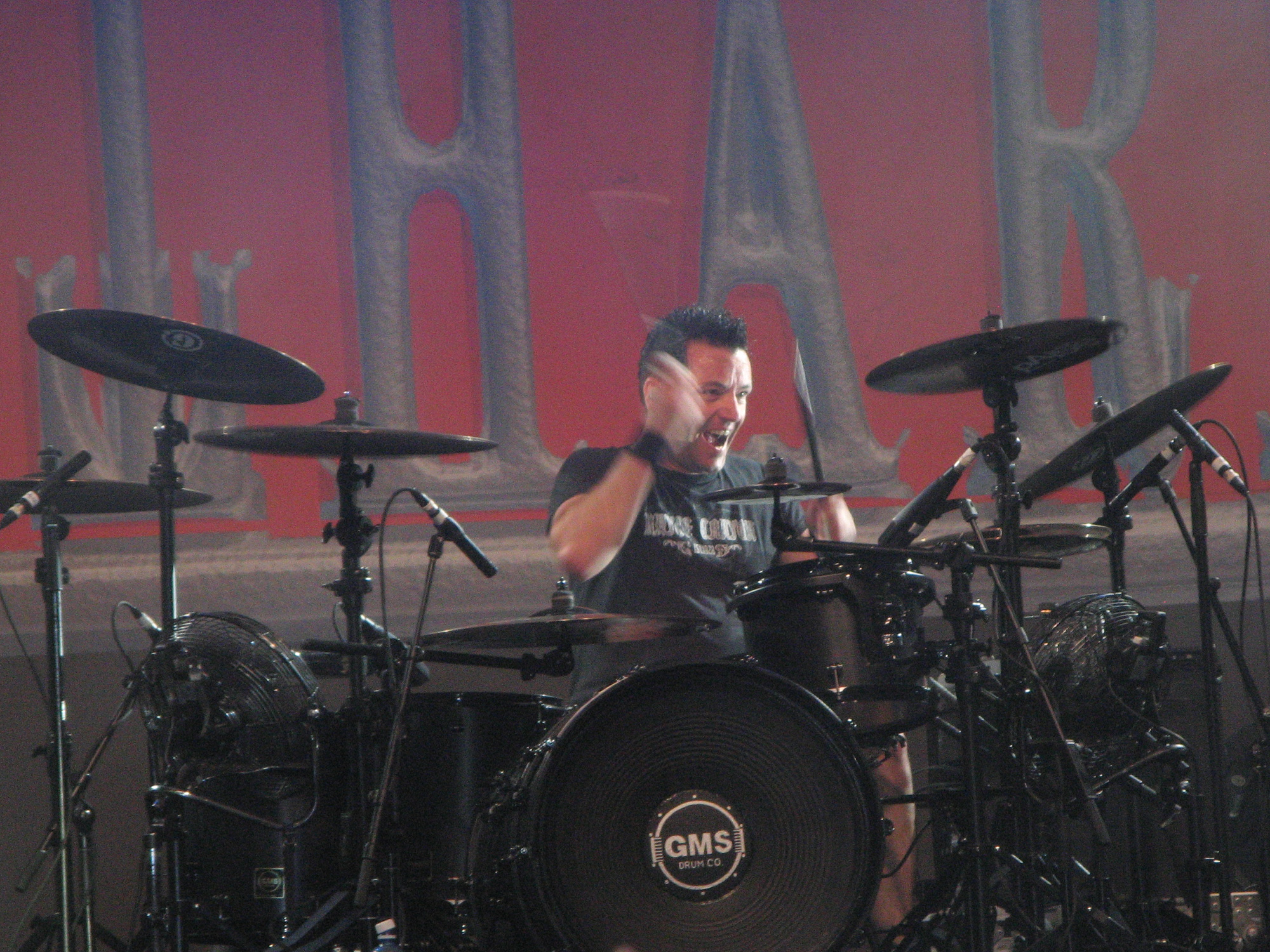
Schlagzeuger Hena Habegger

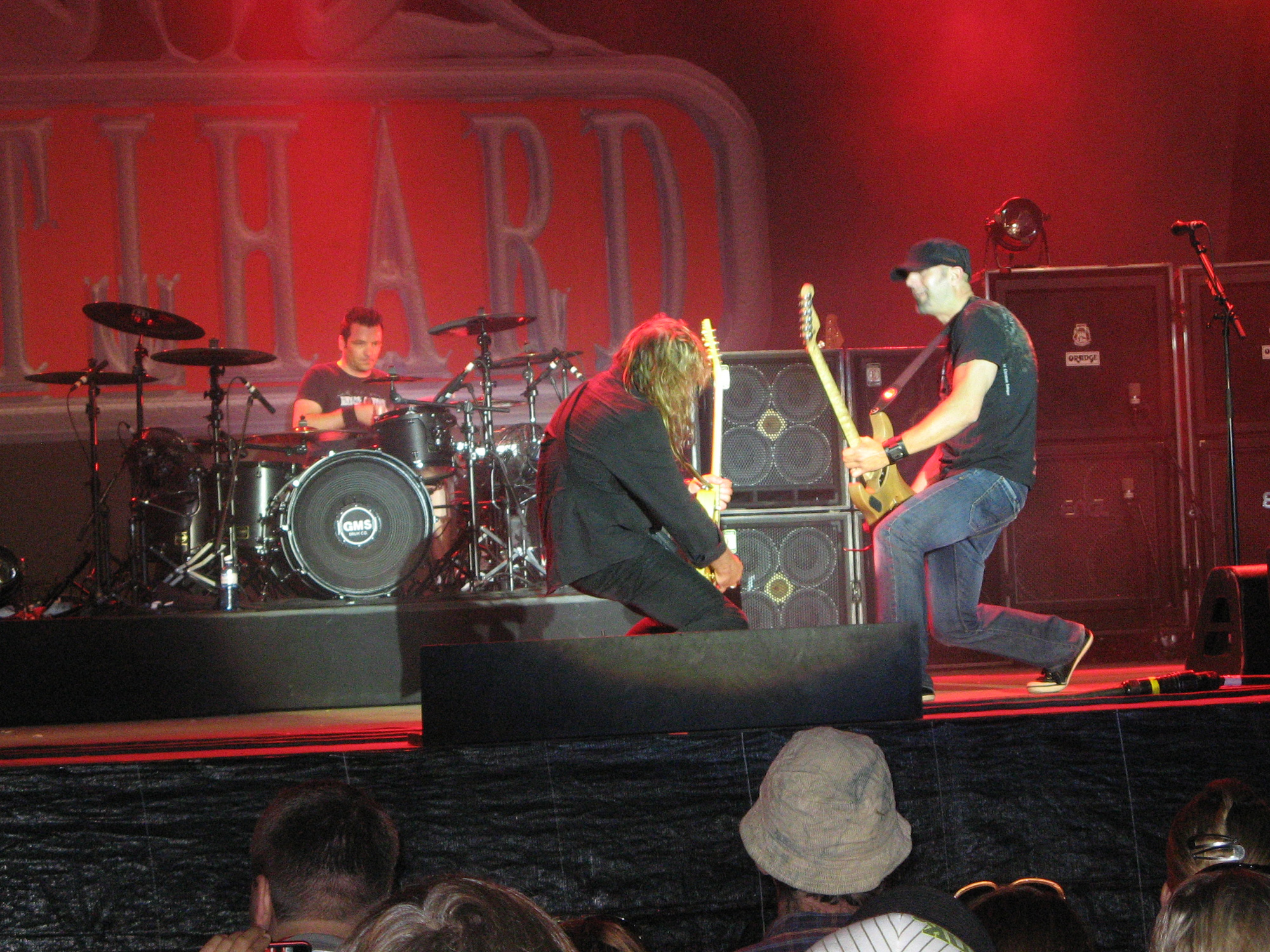
Habegger, Leoni und Gitarrist Freddy Scherer

Das 1997 veröffentlichte Unplugged-Livealbum D-Frosted läutete ein neues Zeitalter für Gotthard ein. Bereits zwei Monate nach Veröffentlichung erreichte das Album Doppel-Platin in der Schweiz. Die Band spielte eine ausverkaufte Tournee durch die Schweiz und Deutschland und absolvierte Konzerte in Frankreich und Italien. Im November 1998 spielten Gotthard im Vorprogramm von Deep Purple in Frankreich.
Das 1999 erschienene Album Open baute auf den Erfolg des Livealbums auf und präsentierte eine weniger rockige und gemässigtere Band. Den bisher grössten Single-Erfolg bescherte ihnen die Ballade Heaven vom nächsten Album Homerun (2001). Der Song erreichte die Spitzenposition in den nationalen Single-Charts. Das dazugehörende Album wurde mit Dreifach-Platin ausgezeichnet. Im Juni 2001 eröffneten Gotthard für Bon Jovi in Zürich, Wien und München, einen Monat später waren sie im Vorprogramm von AC/DC in Turin zu sehen.

### «Neugewonnene Härte»: 2003 bis 2009
Die Jahre 2003 und 2004 waren geprägt von einschneidenden Veränderungen in der Band. Zum einen trennte sich die Band von Mentor und Co-Produzent Chris von Rohr, um die vom Produzenten gewünschte Kommerzschiene wieder in Richtung Rock zu verlassen und zum anderen verliess Mandy Meyer die Band. Er spielt heute bei Unisonic. Sein Nachfolger wurde Marc Lynns ehemaliger Bandkollege Freddy Scherer von China. Gotthard wechselten das Management, gründeten 2004 das eigene Plattenlabel G.records und unterschrieben einen Vertriebsvertrag mit Nuclear Blast. Im Mai 2003 spielten Gotthard als Co-Headliner bei der 300-Jahr-Feier von St. Petersburg und hatten einen Auftritt im Moskauer Kreml.
Das Album Human Zoo wurde von Marc Tanner (Nelson, American Hi-Fi, …) produziert und markiert eine Rückkehr zur rockigeren Seite der Band. In dieselbe Kerbe haute auch das 2005 erschienene Album Lipservice, das von Ronald Prent (u. a. Rammstein) und Leo Leoni produziert wurde.
Am 8. Dezember 2005 wurde im fast ausverkauften Hallenstadion Zürich eine Live-CD und eine Live-DVD aufgenommen. Die CD Made in Switzerland erschien im Frühjahr 2006. Die DVD ist im Doppelpack enthalten. Im April 2007 veröffentlichten Gotthard ihr achtes Studioalbum Domino Effect, das ebenfalls wieder vorrangig rockige Songs beinhaltet und auch wieder von Ronald Prent und Leo Leoni produziert wurde.
Im Mai wurde Lift U Up von Blick zum offiziellen Fansong zur Europameisterschaft 2008 gekürt. Der Remix erschien im Juni 2008 und wurde von Mousse T. arrangiert. Im Juni 2008 unterschrieb die Band einen Plattenvertrag, der bis zum Jahr 2012 drei weitere Studioalben vorsah. Im Januar 2009 spielte Sänger Steve Lee zwei Konzerte mit Jon Lord von Deep Purple, bei denen die beiden von einer Backingband und einem Orchester begleitet wurden. Am 4. September 2009 desselben Jahres erschien mit «Need to Believe» das nunmehr neunte Studioalbum der Band. Obwohl man darauf den Stil der beiden Vorgänger im Grunde genommen weiterverfolgte, beinhaltet das Album hinsichtlich seiner Produktion und instrumentalen Ausrichtung einige neue, deutlich modernere Einflüsse. Dieses Album war der bisher grösste Erfolg der Band. Es fand sich auch in Deutschland zeitweise auf Platz 8 der offiziellen Charts. Die Auskopplung «Unconditional Faith» ist ausserdem auf dem Soundtrack des autobiografischen Spielfilms über den deutschen Box-Superstar Max Schmeling enthalten.

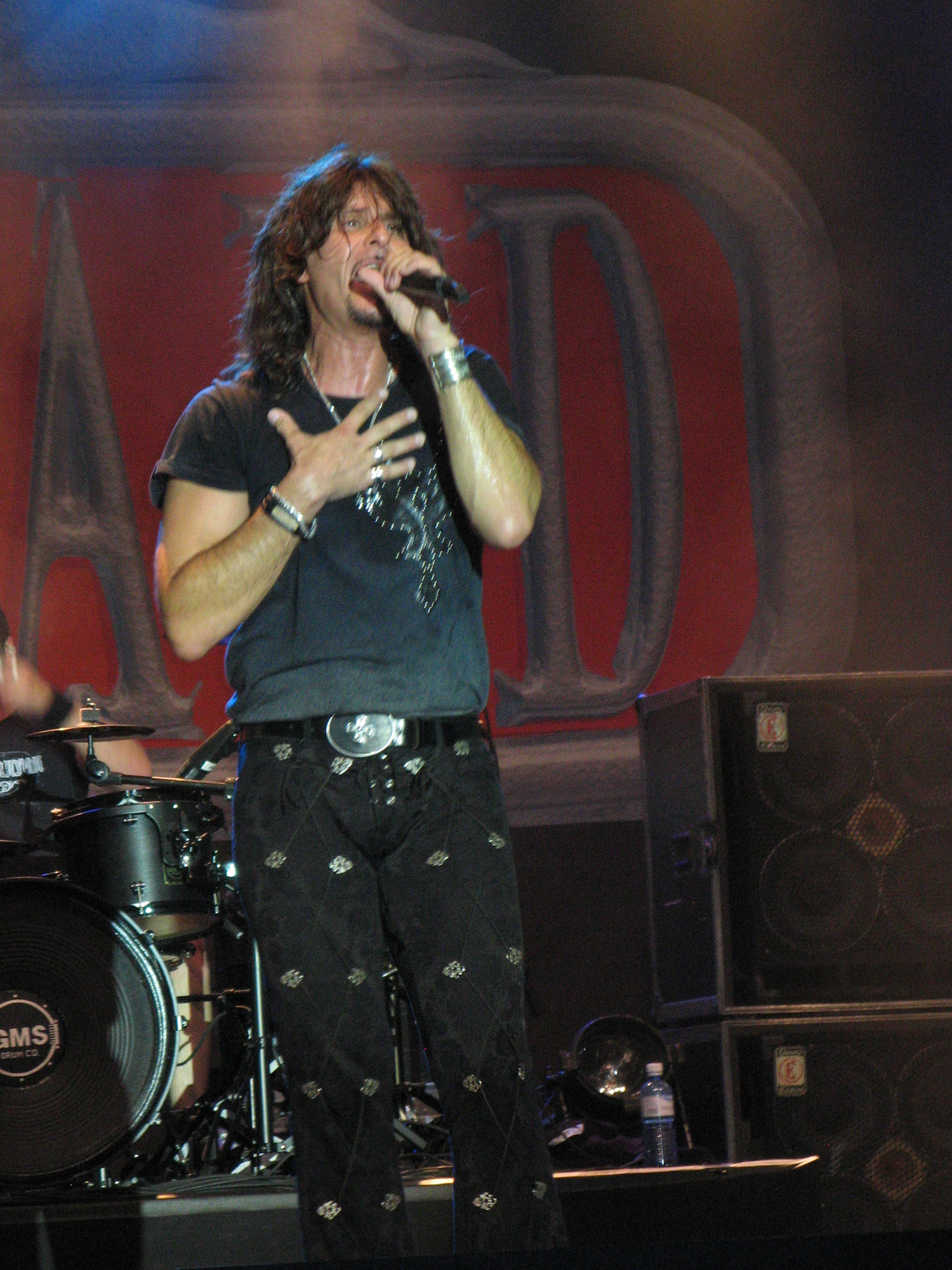
Steve Lee (2010)

Nach dem grossen Erfolg der Band im Vorprogramm von Deep Purple auf deren Deutschlandtournee im Jahr 2008 starteten Gotthard 2009 zu einer grossen Europatour. In Deutschland spielten Gotthard zusammen mit der schwedischen Rocklegende Europe eine Headlinertour, für die sogar Stadien der Dimension der Münchener Olympiahalle gebucht wurden. Nach der erfolgreichen Tournee erfolgten im Jahre 2010 noch weitere Konzerte, unter anderem in Osteuropa, ehe die Band zwischen den Konzertreihen eine kleine Pause einlegte, die es Sänger Steve Lee und Bassist Marc Lynn ermöglichte, sich auf einen gemeinsamen Motorradtrip durch die Vereinigten Staaten zu begeben.

### Tod von Steve Lee: 2010
Am 5. Oktober 2010 verunglückte der Sänger Steve Lee bei einem unverschuldeten Verkehrsunfall in der Nähe der Stadt Mesquite im US-Bundesstaat Nevada und starb noch an der Unfallstelle. Der letzte Auftritt von Steve Lee mit Gotthard fand anlässlich der Miss-Schweiz-Wahlen Ende September 2010 statt, das letzte Konzert vor Publikum am Open Air Gampel im Wallis im August.
Auf der offiziellen Webseite liess die Band im Februar 2011 verlauten, dass sie nach einer längeren Trauerphase wieder Projekte plant und einen neuen Frontmann sucht. In einem arbeitsrechtlichen Leitentscheid wies das Bundesgericht 2012 letztinstanzlich die Anträge der Band auf Kurzarbeitsentschädigung für zwei Angestellte ab, da der Ausfall eines Sängers zum normalen Betriebsrisiko von Musikgruppen gehöre.

### Neubeginn mit Nic Maeder und Nebenprojekt «CoreLeoni»
Am 20. November 2011 gab die Band bekannt, dass der Schweiz-Australier Nic Maeder neuer Sänger von Gotthard sein wird. Zum 1. Juni 2012 wurde Firebirth, das erste Album mit Nic, veröffentlicht. Die erste Single Remember it's me konnte man vor dem Erscheinen des Albums auf der Homepage der Band kostenlos herunterladen. Das Album ist – trotz der eingestreuten Balladen – deutlich härter und gradliniger als die unmittelbaren Vorgänger und der Einfluss von Neu-Mitglied Nic Maeder deutlich herauszuhören.
Am 7. April 2014 erschien das Nachfolger-Album BANG!. Auf diesem ging die Band den zuvor eingeschlagenen Weg konsequent weiter, schaffte es allerdings, sich hinsichtlich des Songwritings noch einmal zu verbessern und zu verdeutlichen, dass Maeder nun endlich voll in der Band angekommen war. Nach erfolgreicher Tour erschien anlässlich des 25. Bandbestehen im Januar 2017 das neue Album Silver. Auf diesem setzte die Band anders als bei den beiden Vorgängern auf deutlich gemässigtere Sounds und läutete 2018 den zweiten Teil der Unplugged-Tour D-Frosted ein, das erste Mal nach seiner erfolgreichen Premiere im Jahre 1997.
2017 erschien ebenfalls das Debütalbum von CoreLeoni, dem Nebenprojekt der Gotthard-Mitglieder Leo Leoni und Hena Habegger, das sich live und im Studio konsequent dem früheren, rockigeren Gotthard-Sound verschreibt und bei dem sie ältere Songs von Gotthard, die mit der aktuellen Besetzung der Band nicht mehr oder selten gespielt werden, neu einspielten. Als Leadsänger wurde Ronnie Romero (u. a. Rainbow) ausgewählt, den Leoni bereits vor dessen Karriere mit Rainbow kennengelernt hatte, als Romero mit seiner damaligen Band «Lords of Black» 2014 in den spanischen Städten Bilbao und Barcelona im Vorprogramm von Gotthard spielte. Vorrangig fokussieren sich CoreLeoni auch live auf Material der ersten drei Gotthard-Alben. Am 27. September 2019 erschien mit II das zweite Album der Band. Auch darauf befinden sich neben zwei neuen Liedern Neuaufnahmen alter Gotthard-Stücke. CoreLeoni sind parallel zu Gotthard mit grossem Erfolg seit 2017 auf Tournee, seit 2021 mit dem neuen Sänger Eugent Bushpepa.
Ende 2019 gab Gitarrist Leo Leoni bekannt, dass sich Gotthard wieder ins Studio begeben habe, um mit den Aufnahmen an einem neuen Album zu beginnen. Das Album mit dem Titel #13 ist am 13. März 2020 erschienen und erreichte wiederum Platz 1 in den Schweizer Charts. Im April und Mai 2020 fand dazu eine Europatournee mit der britischen Rockband Magnum im Vorprogramm statt.
Nachdem Gotthard-Drummer Hena Habegger bereits bei den Konzerten 2019 gefehlt hatte, gab er Anfang 2020 per Statement bekannt, dass er sich bis auf Weiteres aus den Aktivitäten von Gotthard zurückziehen werde. Als Grund nannte er die Geburt seiner zwei Kinder und dass er sich seiner Familie und vor allem seinen Kindern widmen wolle. Im Frühling 2021 gab er aus diesen erwähnten Gründen seinen definitiven Ausstieg bei der Band bekannt. Sein Ausscheiden sei mit den Bandmitgliedern, dem Management und allen Geschäftspartnern abgestimmt. Wann Hena Habegger zu Gotthard zurückkehrt, ist nicht bekannt.
Im März 2025 erscheint mit Stereo Crush das 14. Album der Band. Am 17. März 2025 erschien daraus vorab die Single-Auskopplung Drive My Car. Ende Mai 2025 soll dazu eine kleine Tour durch Schweden, Deutschland und Österreich folgen. Ab dem 17. März 2025 nehmen die beiden Bandmitglieder Nic Maeder und Marc Lynn an der 6. Staffel von Sing meinen Song – Das Schweizer Tauschkonzert teil.

## Bandname
Gotthard ist nicht nur der Name eines Gebirgsmassivs in der Schweiz, sondern steht auch für den durch dieses Massiv führenden Tunnel sowie den gleichnamigen Gebirgspass. Ein zweiter Sinn ergibt sich, wenn man beachtet, dass die Band bei der Schreibweise ihres Namens gewöhnlich das zweite T von GOTTHARD um 180° gedreht schreibt. Dieses T trennt GOT von HARD und stellt einen Phallus dar, ausserdem heisst «got hard» auf Englisch so viel wie einen Ständer gekriegt – eine sexuell bezogene Anspielung, die vor allem für Hair-Metal-Bands der 1980er-Jahre und ihre anzüglichen Texte typisch ist. Das Logo der Band wurde von Ron Habegger entworfen, dem Bruder des Schlagzeugers Hena Habegger.

## Erfolge
- Gotthard sind die bisher national erfolgreichste Schweizer Rockband (International liegen Krokus weiterhin vorne)
- Weltweit über 2'000'000 verkaufte Alben, davon alleine 1'000'000 in der Schweiz
- 1 Diamond Award (1 Million verkaufter Alben in der Schweiz)
- 17 Nummer-Eins-Alben
- 2 Dreifach-Platin-Album (Homerun)
- 6 Doppel-Platin-Alben (Human Zoo, One Life One Soul, Open, D-Frosted, Lipservice)
- 7 Platin-Alben (Gotthard, Dial Hard, G., One Team One Spirit, Made In Switzerland, Domino Effect)
- 26 Single-CDs
- 1 Platin-Single (Heaven)
- 2010: Gotthard mit 13 Alben gleichzeitig in den Schweizer Charts[8]

## Auszeichnungen und Nominierungen

### Auszeichnungen
- 1996: Prix Walo – Kategorie: «Rock»[9]
- 1997: Prix Walo – Kategorie: «Rock»[10]
- 1999: Prix Walo – Kategorie: «Pop/Rock»[11]
- 2001: Prix Walo – Kategorie: «Musikpreis»[12]
- 2008: Swiss Music Awards – Kategorie: «Best Album Pop/Rock national» (für Domino Effect)[13][14]
- 2012: Prix Walo – Kategorie: «Pop/Rock»[15]
- 2015: Swiss Music Awards – Kategorie: «Best Album» (für Bang!)[16]
- 2021: Swiss Music Awards – Kategorie: «Best Group»

### Nominierungen
- 2015: Swiss Music Awards – Kategorie: «Best Group»[17]
- 2018: Swiss Music Awards – Kategorie: «Best Group»[18]
- 2021: Swiss Music Awards – Kategorie: «Best Album» (für #13)

## Diskografie

### Studioalben
| Jahr | Titel           | Höchstplatzierung, Gesamtwochen, AuszeichnungChartplatzierungen (Jahr, Titel, Platzierungen, Wochen, Auszeichnungen, Anmerkungen) | Höchstplatzierung, Gesamtwochen, AuszeichnungChartplatzierungen (Jahr, Titel, Platzierungen, Wochen, Auszeichnungen, Anmerkungen) | Höchstplatzierung, Gesamtwochen, AuszeichnungChartplatzierungen (Jahr, Titel, Platzierungen, Wochen, Auszeichnungen, Anmerkungen) | Anmerkungen                             |
| Jahr | Titel           | DE | AT | CH | Anmerkungen                             |
| ---- | --------------- | --- | --- | --- | --------------------------------------- |
| 1992 | Gotthard        | — | — | CH5 Platin · (35 Wo.)CH | Erstveröffentlichung: 9. März 1992      |
| 1994 | Dial Hard       | DE60 (9 Wo.)DE | — | CH1 Platin · (23 Wo.)CH | Erstveröffentlichung: 31. Januar 1994   |
| 1996 | G.              | DE49 (8 Wo.)DE | — | CH1 Platin · (24 Wo.)CH | Erstveröffentlichung: 24. Januar 1996   |
| 1999 | Open            | DE21 (6 Wo.)DE | AT40 (4 Wo.)AT | CH1 ×2Doppelplatin · (29 Wo.)CH                                                                                                   | Erstveröffentlichung: 1. Februar 1999   |
| 2001 | Homerun         | DE14 (8 Wo.)DE | AT51 (5 Wo.)AT | CH1 ×4Vierfachplatin · (48 Wo.)CH                                                                                                 | Erstveröffentlichung: 29. Januar 2001   |
| 2003 | Human Zoo       | DE29 (4 Wo.)DE | — | CH1 ×2Doppelplatin · (35 Wo.)CH                                                                                                   | Erstveröffentlichung: 24. Februar 2003  |
| 2005 | Lipservice      | DE31 (3 Wo.)DE | AT58 (2 Wo.)AT | CH1 Platin · (39 Wo.)CH | Erstveröffentlichung: 6. Juni 2005      |
| 2007 | Domino Effect   | DE22 (7 Wo.)DE | AT33 (2 Wo.)AT | CH1 Platin · (34 Wo.)CH | Erstveröffentlichung: 27. April 2007    |
| 2009 | Need to Believe | DE8 (6 Wo.)DE | AT28 (2 Wo.)AT | CH1 ×2Doppelplatin · (32 Wo.)CH                                                                                                   | Erstveröffentlichung: 2. September 2009 |
| 2012 | Firebirth       | DE9 (5 Wo.)DE | AT33 (3 Wo.)AT | CH1 Gold · (24 Wo.)CH | Erstveröffentlichung: 1. Juni 2012      |
| 2014 | Bang!           | DE10 (4 Wo.)DE | AT23 (1 Wo.)AT | CH1 (26 Wo.)CH | Erstveröffentlichung: 4. April 2014     |
| 2017 | Silver          | DE7 (5 Wo.)DE | AT7 (4 Wo.)AT | CH1 (25 Wo.)CH | Erstveröffentlichung: 13. Januar 2017   |
| 2020 | #13             | DE7 (1 Wo.)DE | AT20 (1 Wo.)AT | CH1 (34 Wo.)CH | Erstveröffentlichung: 13. März 2020     |
| 2025 | Stereo Crush    | DE11 (1 Wo.)DE | AT7 (1 Wo.)AT | CH1 (9 Wo.)CH | Erstveröffentlichung: 21. März 2025     |

### Livealben
| Jahr | Titel                       | Höchstplatzierung, Gesamtwochen, AuszeichnungChartplatzierungen (Jahr, Titel, Platzierungen, Wochen, Auszeichnungen, Anmerkungen) | Höchstplatzierung, Gesamtwochen, AuszeichnungChartplatzierungen (Jahr, Titel, Platzierungen, Wochen, Auszeichnungen, Anmerkungen) | Höchstplatzierung, Gesamtwochen, AuszeichnungChartplatzierungen (Jahr, Titel, Platzierungen, Wochen, Auszeichnungen, Anmerkungen) | Anmerkungen                            |
| Jahr | Titel                       | DE | AT | CH | Anmerkungen                            |
| ---- | --------------------------- | --- | --- | --- | -------------------------------------- |
| 1997 | D-Frosted                   | DE71 (2 Wo.)DE | — | CH1 ×3Dreifachplatin · (37 Wo.)CH                                                                                                 | Erstveröffentlichung: September 1997   |
| 2006 | Made In Switzerland         | DE77 (1 Wo.)DE | — | CH1 Platin · (33 Wo.)CH | Erstveröffentlichung: April 2006       |
| 2011 | Homegrown – Alive in Lugano | DE28 (2 Wo.)DE | AT61 (1 Wo.)AT | CH2 Platin · (15 Wo.)CH | Erstveröffentlichung: September 2011   |
| 2018 | Defrosted 2                 | DE65 (1 Wo.)DE | — | CH2 (18 Wo.)CH | Erstveröffentlichung: 7. Dezember 2018 |

### Kompilationen
| Jahr | Titel                                                                 | Höchstplatzierung, Gesamtwochen, AuszeichnungChartplatzierungen (Jahr, Titel, Platzierungen, Wochen, Auszeichnungen, Anmerkungen) | Höchstplatzierung, Gesamtwochen, AuszeichnungChartplatzierungen (Jahr, Titel, Platzierungen, Wochen, Auszeichnungen, Anmerkungen) | Höchstplatzierung, Gesamtwochen, AuszeichnungChartplatzierungen (Jahr, Titel, Platzierungen, Wochen, Auszeichnungen, Anmerkungen) | Anmerkungen                           |
| Jahr | Titel                                                                 | DE | AT | CH | Anmerkungen                           |
| ---- | --------------------------------------------------------------------- | --- | --- | --- | ------------------------------------- |
| 2002 | One Life, One Soul – Best of Ballads                                  | DE60 (1 Wo.)DE | — | CH1 ×3Dreifachplatin · (41 Wo.)CH                                                                                                 | Erstveröffentlichung: Januar 2002     |
| 2004 | One Team, One Spirit (The Very Best)                                  | DE77 (1 Wo.)DE | — | CH1 Platin · (26 Wo.)CH | Erstveröffentlichung: August 2004     |
| 2010 | Heaven – Best of Ballads Part 2                                       | DE82 (1 Wo.)DE | — | CH1 ×2Doppelplatin · (36 Wo.)CH                                                                                                   | Erstveröffentlichung: November 2010   |
| 2020 | Steve Lee – The Eyes of a Tiger – In Memory of Our Unforgotten Friend | DE32 (1 Wo.)DE | AT45 (1 Wo.)AT | CH1 Gold · (41 Wo.)CH | Erstveröffentlichung: 2. Oktober 2020 |

### Singles
| Jahr | Titel Album                                                                            | Höchstplatzierung, Gesamtwochen, AuszeichnungChartplatzierungen (Jahr, Titel, Album, Platzierungen, Wochen, Auszeichnungen, Anmerkungen) | Höchstplatzierung, Gesamtwochen, AuszeichnungChartplatzierungen (Jahr, Titel, Album, Platzierungen, Wochen, Auszeichnungen, Anmerkungen) | Anmerkungen                                                                                              |
| Jahr | Titel Album                                                                            | DE | CH | Anmerkungen                                                                                              |
| --- | -------------------------------------------------------------------------------------- | --- | --- | --- |
| 1992 | All I Care For Gotthard                                                                | — | CH13 (16 Wo.)CH | Erstveröffentlichung: Juni 1992                                                                          |
| 1992 | Hush Gotthard                                                                          | — | CH26 (3 Wo.)CH | Erstveröffentlichung: November 1992                                                                      |
| 1993 | Mountain Mama Dial Hard                                                                | — | CH11 (17 Wo.)CH | Erstveröffentlichung: Dezember 1993                                                                      |
| 1995 | Father Is That Enough? G.                                                              | — | CH21 (16 Wo.)CH | Erstveröffentlichung: Oktober 1995                                                                       |
| 1996 | One Life, One Soul G.                                                                  | — | CH4 (25 Wo.)CH | Erstveröffentlichung: März 1996 feat. Montserrat Caballé                                                 |
| 1996 | He Ain’t Heavy, He’s My Brother One Life, One Soul – Best of Ballads                   | — | CH10 (15 Wo.)CH | Erstveröffentlichung: September 1996                                                                     |
| 1998 | Let It Rain Open                                                                       | — | CH10 (20 Wo.)CH | Erstveröffentlichung: November 1998                                                                      |
| 1999 | Blackberry Way Open                                                                    | — | CH43 (4 Wo.)CH | Erstveröffentlichung: September 1999                                                                     |
| 1999 | Merry X-Mas –                                                                          | — | CH4 (8 Wo.)CH | Erstveröffentlichung: November 1999                                                                      |
| 2000 | Heaven Homerun                                                                         | — | CH1 Platin · (49 Wo.)CH | Erstveröffentlichung: November 2000 nach dem Tod von Sänger Steve Lee 2010 erneut Platz 1 in der Schweiz |
| 2001 | Homerun                                                                                | — | CH61 (5 Wo.)CH | Erstveröffentlichung: März 2001                                                                          |
| 2003 | What I Like Human Zoo                                                                  | — | CH18 (9 Wo.)CH | Erstveröffentlichung: Januar 2003                                                                        |
| 2003 | Have a Little Faith Human Zoo                                                          | — | CH49 (5 Wo.)CH | Erstveröffentlichung: September 2003                                                                     |
| 2004 | One Team, One Spirit One Team, One Spirit (The Very Best)                              | — | CH17 (11 Wo.)CH | Erstveröffentlichung: Juli 2004                                                                          |
| 2005 | Lift U Up Lipservice                                                                   | DE95 (1 Wo.)DE | CH3 (37 Wo.)CH | Erstveröffentlichung: April 2005 feat. DJ Energy                                                         |
| 2005 | Anytime, Anywhere Lipservice                                                           | — | CH27 (13 Wo.)CH | Erstveröffentlichung: Oktober 2005                                                                       |
| 2007 | The Call Domino Effect                                                                 | — | CH17 (12 Wo.)CH | Erstveröffentlichung: März 2007                                                                          |
| 2010 | Need to Believe                                                                        | — | CH28 (3 Wo.)CH | Erstveröffentlichung: Oktober 2010                                                                       |
| 2010 | Don't Let Me Down Need to Believe                                                      | — | CH41 (2 Wo.)CH | Erstveröffentlichung: Oktober 2010                                                                       |
| 2010 | Tears To Cry Need to Believe                                                           | — | CH61 (2 Wo.)CH | Erstveröffentlichung: Oktober 2010                                                                       |
| 2011 | Remember It's Me Firebirth                                                             | — | CH58 (2 Wo.)CH | Erstveröffentlichung: November 2011                                                                      |
| 2012 | Starlight Firebirth                                                                    | — | CH25 (1 Wo.)CH | Erstveröffentlichung: April 2012                                                                         |
| 2014 | Feel What I Feel...! Bang!                                                             | — | CH19 (4 Wo.)CH | Erstveröffentlichung: Januar 2014                                                                        |
| 2016 | Stay with Me Silver                                                                    | — | CH100 (1 Wo.)CH | Erstveröffentlichung: 18. November 2016                                                                  |
| Folgende Lieder erschienen nicht als Single, wurden aber durch das Album zum Download und Streaming bereitgestellt und konnten somit eine Platzierung erlangen: |                                                                                        | | | |
| |                                                                                        | | | |
| 2020 | Eye of the Tiger Steve Lee – The Eyes of a Tiger – In Memory of Our Unforgotten Friend | — | CH91 (1 Wo.)CH | Charteinstieg: 11. Oktober 2020                                                                          |

Weitere Singles
- 1994: Higher
- 2003: Janie's Not Alone
- 2007: Let It Be
- 2011: The Train
- 2018: Why
- 2018: Bye Bye Caroline (feat. Francis Rossi)
- 2020: Missteria
- 2020: Bad News
- 2024: Boom Boom
- 2025: Thunder & Lightning
- 2025: Drive My Car